# Гулд (Оклахома)
Гулд (енгл. Gould) град је у америчкој савезној држави Оклахома.

## Демографија
По попису из 2010. године број становника је 141, што је 65 (-31,6%) становника мање него 2000. године.
| Група             | 2000.       | 2010.      |
| Белци             | 152 (73,8%) | 93 (66,0%) |
| Афроамериканци    | 5 (2,4%)    | 9 (6,4%)   |
| Азијати           | 1 (0,5%)    | 0 (0,0%)   |
| Хиспаноамериканци | 44 (21,4%)  | 31 (22,0%) |
| Укупно            | 206         | 141        |